# بانگ‌مرغ تایلاس
بانگ‌مرغ تایلاس (نام علمی: Tylas eduardi) نام یک گونه از تیره وانگا است.